# Miconia sclerophylla
Miconia sclerophylla är en tvåhjärtbladig växtart som beskrevs av José Jéronimo Triana. Miconia sclerophylla ingår i släktet Miconia och familjen Melastomataceae. Inga underarter finns listade i Catalogue of Life.